# フラオルテス
フラオルテス（古代ペルシャ語: 𐎳𐎼𐎺𐎼𐎫𐎡𐏁 - Fravartiš - フラヴァルティシュ または Frâda 由来 古代ギリシア語: Φραόρτης、エラム語：ピルマルティシュ、バビロニア語：パルマルティシュ、英語: Phraortes、在位：紀元前665年頃 - 紀元前633年）は、メディア王国の第2代王。デイオケスの息子。父デイオケスと同様に、アッシリアに対して戦争を起こしたが、敗北してアッシュールバニパルに殺害された。

## 来歴
フラオルテスはリディアに軍を進めたが、突然の日食のためハリュス川の前で足止めされた。その後、彼は父の後を継ぎ、アッシリアに向かったが、この時はメディア側が勝利した。
ヘロドトス（1.73）は、フラオルテスの後は息子のキュアクサレス2世が継いだと記しているが、これは似た名前の王位要求者との誤認だと考えられている。歴史的に知られているキュアクレサスは、フラオルテスの1世紀前にしか存在しない。

### ヘロドトスによる記述
フラオルテスはキュアクサレの息子であり、エクバタナでの即位後すぐにペルシア人に対して遠征を行い、これを服属させた。ペルシア人はメディア王国の中で特権を与えられた。ヘロドトスによれば「メディアとペルシアという二つの強大な部族を従え、フラオルテスは全アジアを支配した」という。
フラオルテスはアッシリアを攻撃して敗死した。その後メディアは28年にわたりスキタイ人の支配を受けた。ヘロドトスによれば、フラオルテスは22年間在位したというが、当時の楔形文字史料にこれを裏付けるものは無い。

### 同時代史料での同定
フラオルテスはこれまで、アッシリア史料に登場するカシュタリタと同定されていた。しかしアッシリア語のカシュタリタは古代ペルシア語の「フシャタリタ」の音を写したもので、人名の短縮形であるフシャトラに由来し、ギリシア語ではフラオルテスではなく「キュアクサレス」に対応するものである。「フシャタリタ」は個人名ではなく、「支配者」「総督」を意味する一般名詞である。フラオルテスというギリシア語の名前はフラワルティシュという人名に由来し、これはカル・キッシュという都市の総督であったカシュタリタという実在人物と同定出来るという。
アッシリア王エサルハドンの紀元前674年の悪魔払い儀礼の文書には、同じカシュタリタという名を持つ別人物が登場する。この悪魔払いは将来アッシリアがカシュタリタという人物により災厄をもたらされるというエサルハドンの悪夢に対して行われたものであった。このカシュタリタをフラオルテスと同定することも可能である。